# أولوف كونت روزنبورغ
أولوف كونت روزنبورغ (بالدنماركية: Oluf af Rosenborg)‏ (10 مارس 1923 - 19 ديسمبر 1990) هو أمير دنماركي و ابن هارالد أمير الدنمارك.